# قلی‌تپه
| قلی‌تپه              | قلی‌تپه   |
| اطلاعات             | اطلاعات  |
| ------------------- | -------- |
| کشور:               | ایران    |
| استان:              | گلستان   |
| شهرستان:            | گالیکش   |
| بخش:                | گالیکش   |
| دهستان:             | ینقاق    |
| جمعیت:              | ۲٬۶۶۰نفر |
| ارتفاع از سطح دریا: |          |
| پیش‌شماره تلفنی:     | ۰۱۷۳۵۸   |

روستای قلی‌تپه واقع در دهستان ینقاق، شهرستان گالیکش، استان گلستان ایران می‌باشد.
قلی تپه از روستاهای بزرگ شمال ایران می‌باشد که محصولات اصلی کشاورزی آن گندم، توتون، لوبیا روغنی، کلزا و برنج است. قدمت این روستا حدود ۲۰۰ سال بوده و وجه تسمیه نام آن به
این برمیگردد که اولین بار فردی به نام قلی در محدوده این روستا ساکن شده‌است و همچنین یک
تپه بزرگ باستانی در این روستا وجود دارد.

## جمعیت
این روستا در دهستان ینقاق بخش مرکزی شهرستان گالیکش قرار داشته و بر اساس سرشماری سال ۱۳۸۵ جمعیت آن ۵۷۹۰ نفر (۸۰۰ خانوار)
بوده‌است.